# Savoia 1908
A Unione Sportiva Savoia 1908 melhor conhecido como Savoia, é uma equipe do futebol italiano com sede na cidade de Torre Annunziata, região Sul da Itália. Atualmente a equipe campana milita na Lega Pro do Futebol Italiano.

## História
Sendo um dos clubes mais antigos do sul da Itália. A Associazione Calcio Savoia 1908 foi fundada em 21 de novembro de 1908 por um grupo de indústrias de Moinho, com ajuda de outros personagens da burgesia de Torre Annunziata.
Ciro Ilardi foi o primeiro presidente do clube e os sócios fundadores eram: Andrea Bonifacio, Italo Moretti, Leonida Bertone e Willy Fornari (Que também foi o primeiro treinador do time). A cor social do clube é o branco, cor da matéria prima da economia Torrese da época: a farinha. O símbolo do clube é a Cruz de Savoia (escudo da Casa de Saboia) de uma forma estilizada.

## Estádio

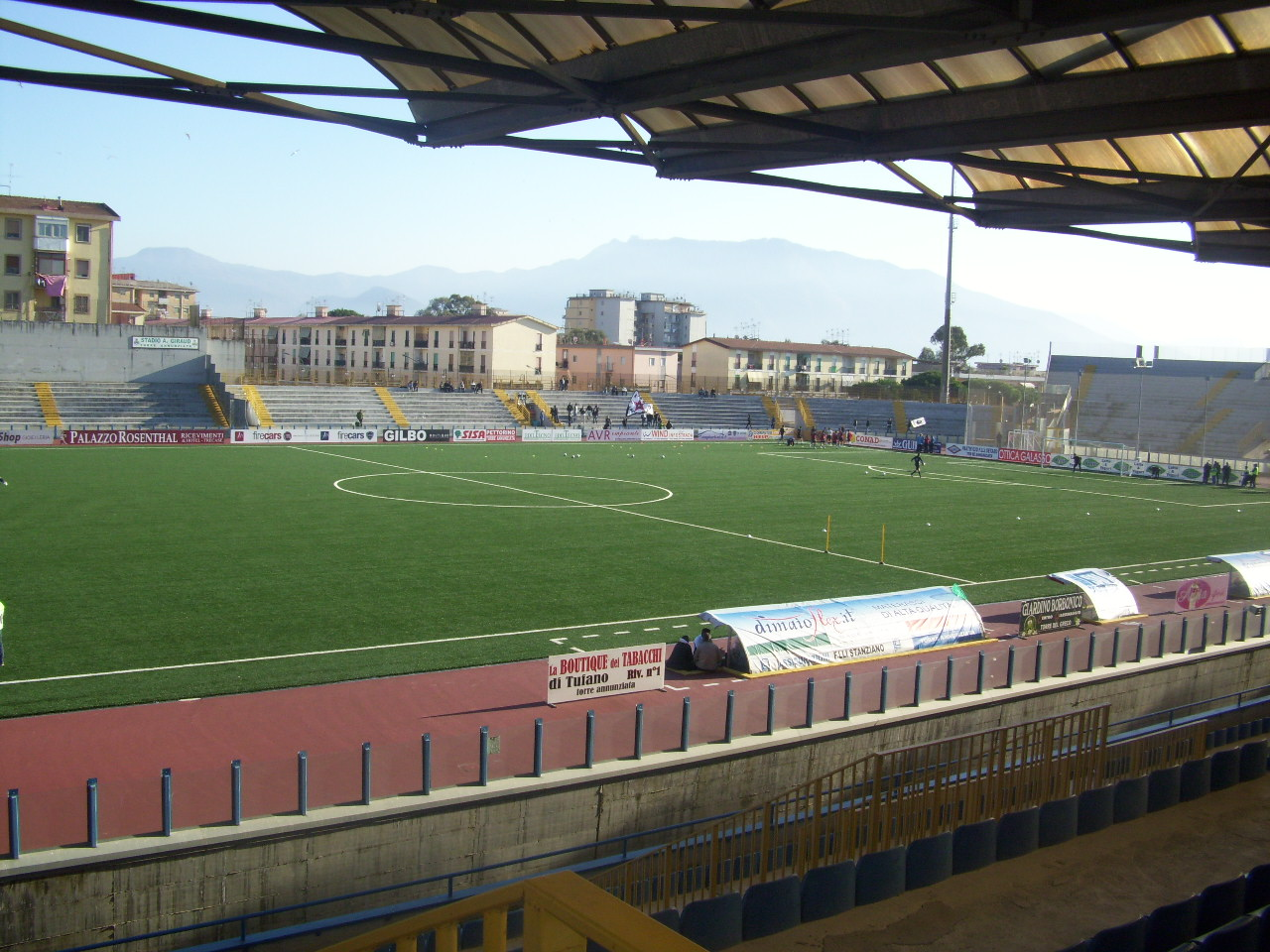
Visão interna do Stadio Alfredo Giraud.

Associazione Calcio Savoia 1908 manda as suas partidas no estádio Stadio Alfredo Giraud, em Torre Annunziata, Província de Nápoles. Antes de mandar suas partidas no atual estádio, o clube foi mandante em diferentes estádios, ao longo da sua história. Passando pelos estádios:
- Campo Montagnelle.
- Campo Oncino
- Campo Formisano
- Stadio Bellucci di Pompei
- Stadio Liguori di Torre del Greco.

E, a partir de 1962, o Savoia passa a mandar suas partidas no Stadio Alfredo Giraud, estádio construído em 1956 e reformado duas vezes (a primeira vez em 1999 e a segunda em 2010).

## Torcida

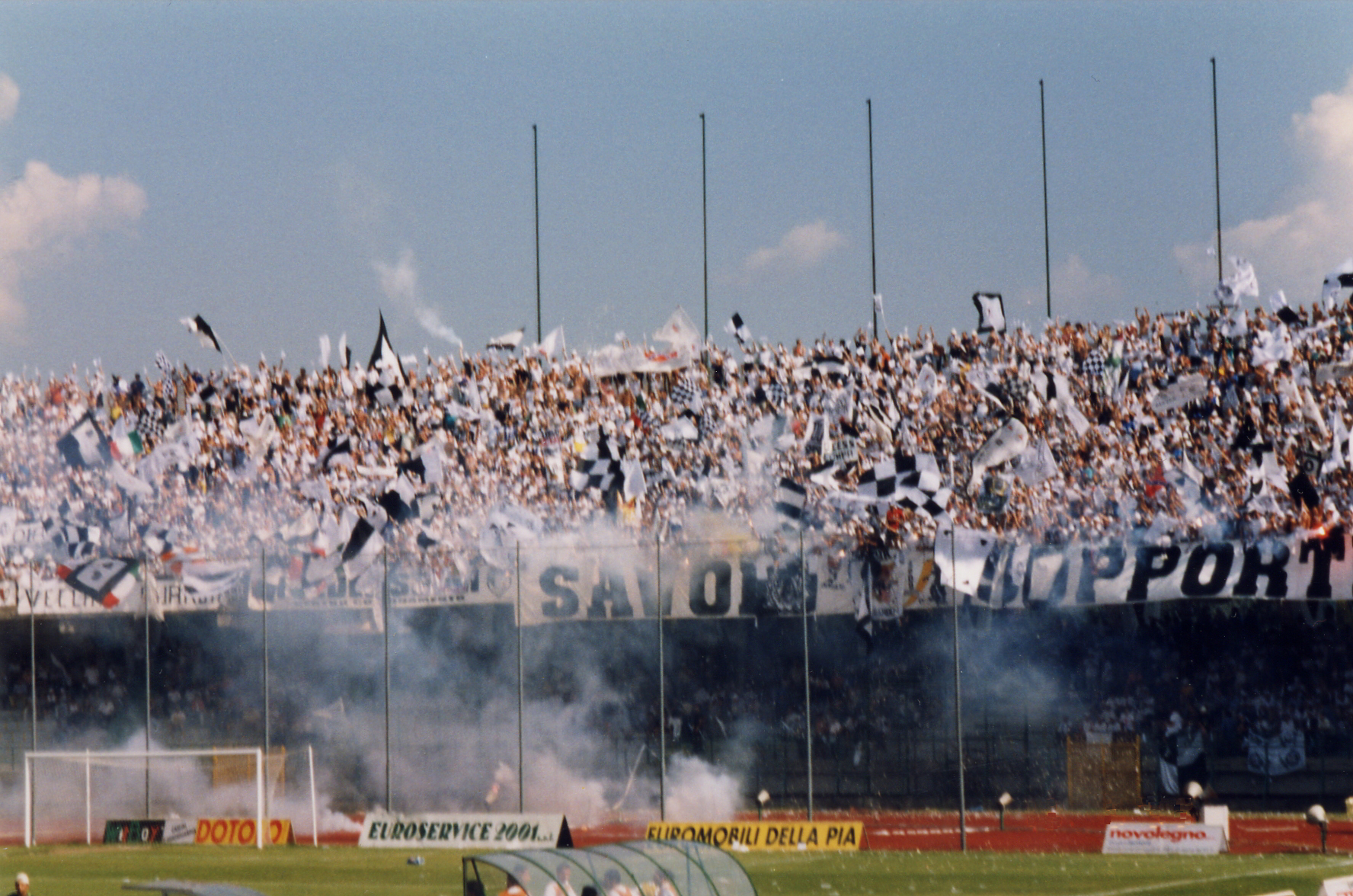
A "Torcida Torrese" ou "Torcida Oplontina".

A torcida Torrese ou Tifoseria Oplontina é consideravelmente numerosa para um time que não atua em grandes competições. A tradição, a história e o amor pelo clube faz com que diversos grupos de ultras militem a favor das cores do Savoia. Entre os grupos mais conhecidos estão:
- Vecchi Supporters 1986
- Curva Sud - Antica Passione
- Ultras Oplontini
- Bronx 2004
- Ultras Rione Carminiello 2004
- U.C.S (Ultras Cani Sciolti - Savoia)

E no passado ainda existiam os grupos: Gioventù Torrese, Brigate Intifada, Falange Sudista, Morrison Group e Savoia Supporters.

## Rivalidade
A rivalidade mais forte do Savoia é com o Turris. Também existe uma forte rivalidade com o Avellino, Cavese, Siracusa e Casertana. Além de rivalidades menores com: Juve Stabia, Potenza, Ischia, Battipagliese, Palermo, Matera, Foggia, Perugia e Trapani.
Com o maior rival (Turris) o Savoia  trava o chamado: "Derby delle Due Torri" ("Derby das duas Torres" em português).
O Derby entre Savoia e Turris é conhecido como "Derby das duas Torres" em referência a Torre del Greco e  Torre Annunziata, cidades sedes das duas equipes, ambas localizadas na província de Nápoles, Região Sul da Itália.